# How to Be a Heartbreaker
«How to Be a Heartbreaker» —en español: «Cómo ser una rompecorazones»— es una canción interpretada por la cantautora británica Marina and the Diamonds, incluida en las ediciones para Estados Unidos e iTunes de su segundo álbum de estudio Electra Heart, de 2012. Marina, Ammar Malik, Daniel Omelio, Dr. Luke, Cirkut y Benny Blanco la compusieron, y estos tres últimos la produjeron. Pertenece a los géneros dance y electropop y su letra «consiste básicamente en cuatro reglas sobre cómo ser una rompecorazones». 679 Artists y Atlantic Records la publicaron como el tercer sencillo del disco en formato digital, por primera vez en el Reino Unido e Irlanda el 7 de diciembre de 2012.
En general, obtuvo comentarios positivos por parte de los críticos, que elogiaron la letra y ritmo; mientras que comercialmente, entró en los conteos de cinco países. Su videoclip, dirigido por Marc & Ish, y estrenado el 28 de septiembre, causó controversia por su «supuesto contenido homoérotico». Marina ha interpretado «How to Be a Heartbreaker» en distintas ocasiones, entre ellas; en sus giras musicales The Lonely Hearts Club Tour (2012-13), y The Neon Nature Tour (2015-16), así como que en Jimmy Kimmel Live! y la versión danesa de X Factor. Lea Michele y Dean Geyer realizaron su propia versión de la canción para el episodio «Feud» de la serie de televisión estadounidense Glee.

## Antecedentes y publicación
«How to Be a Heartbreaker» es una canción de los géneros dance y electropop compuesta por Marina, Ammar Malik, Daniel Omelio, Dr. Luke, Cirkut y Benny Blanco, y producida por estos tres últimos. Según una partitura publicada por Kobalt Music Publishing America, Inc. en Music Notes, tiene un tempo dance de 140 pulsaciones por minuto y está compuesta en la tonalidad de si menor. Marina explicó que había escrito la canción mientras imprimían los folletos para la edición británica del disco y por consecuencia no pudo incluirla en el material original; por otro lado, fue incluida en la lista de canciones para la edición norteamericana. Según la intérprete, la pista «consiste básicamente en cuatro reglas sobre cómo ser una rompecorazones». Sobre la inspiración detrás de la letra, Marina señaló que «antes de escribir [las canciones del] disco, estaba enamorada de esta persona que no se esforzó lo suficiente. Él no estaba muy enamorado de mí y nunca había experimentado eso antes. Dije "no quiero que me suceda eso de nuevo"».
Marina reveló la portada a través de su cuenta de Twitter a inicios de octubre de 2012. El 7 de diciembre, las discográficas de la cantante publicaron un EP con la versión original de la canción y cuatro remezclas, en el Reino Unido e Irlanda. En los Estados Unidos llegó a la radio de éxitos contemporáneos el 8 de enero de 2013, mientras que el mes siguiente Marina estrenó dos remezclas exclusivas para iTunes de EE. UU. y Canadá.

## Críticas
«How to Be a Heartbreaker» contó con reseñas positivas por parte de los críticos musicales. Robert Copsey de Digital Spy le dio cuatro estrellas de cinco y opinó que «suena totalmente convincente, hasta que ella le confiesa sus verdaderos sentimientos sobre la ruptura». Becky Bain de Idolator mencionó que en la pista Marina «enumera las diversas normas involucradas en el rompecorazón...Es básicamente una guía de instrucciones para los sádicos emocionales», pero confesó que «suena como la mitad de las canciones de baile genéricas por ahí». Elliott Batte de StereoBoard.com la llamó una pista «llena de adrenalina poderosamente adictiva de pop moderno». Jordan Mann de So So Gay describió a la canción como «pegadiza y alegre», y comentó que «es otra canción de consejos sobre las relaciones, por lo que todavía queda muy bien con la temática del álbum de cómo no salir lastimado en el amor». Finalmente, Sarah Horney de The Girls Are resaltó que cuenta con «las letras excepcionalmente descaradas que Marina hace tan bien, y que por ello la amamos»; también dijo que:

Comenzando con un simple riff de guitarra, "How to Be a Heartbreaker" se transforma en una pista de club que consiste en una línea de bajo de gran alcance y ritmo creciente; que cuenta con todas las marcas de ritmos electro de "Primadonna", "Homewrecker" y "Bubblegum Bitch". Al igual que gran parte de Electra Heart, "How to Be a Heartbreaker", también contiene un tema subyacente de una 'mujer despreciada'. [Y] al igual que en las pistas, "Homewrecker" y "Power & Control", se trata de la lucha de poder entre hombres y mujeres y la triste verdad que las chicas buenas acaban al último.

## Promoción

### Vídeo musical
El 19 de septiembre de 2012, Marina anunció en su cuenta de Twitter que el videoclip de «How to Be a Heartbreaker» podría estrenarse el 24 de ese mes. Sin embargo, diversos problemas ocurrieron el día del estreno, y Marina acudió nuevamente a Twitter para explicar que debido a que su sello discográfico pensó que se veía «fea» en el vídeo, tuvieron que retrasarlo. Finalmente lo estrenó cuatro días después como la séptima parte de los vídeos promocionales de Electra Heart. El videoclip fue dirigido por el dúo británico de directores Marc & Ish, y filmado a finales de agosto. Inicia con Marina en una ducha comunitaria rodeada de modelos en slips de baño. Además incluye varias escenas de Marina coqueteando con los modelos, y caminando en la playa.
Marina reveló al tabloide británico The Sun que estuvo muy involucrada en el proceso de grabación del vídeo: «Tenía 100% de control creativo sobre este vídeo, yo estaba como "Bien, vamos a conseguir seis modelos de Calvin Klein y pongámoslos en la ducha, yo estaré en el centro"». En algunos canales de televisión de los Estados Unidos, el vídeo fue censurado debido a su «contenido homoerótico», a lo que Marina respondió que en videoclips donde aparecen mujeres semidesnudas y realizando posiciones y movimientos sexuales «nadie dice "esto es totalmente lésbico y no podemos emitirlo en televisión"». Amy Sciarretto de PopCrush notó que Marina era «la rompecorazones en el clip», y dijo que «gracias a su actitud juguetona, el vídeo nunca es vulgar, cuando sin duda podría haberlo sido». Jordan Mann de So So Gay opinó que «puede que no sea tan emocionante como suena, pero aun así es agradable de ver».

### Presentaciones en directo y versiones de otros artistas
Marina presentó por primera vez «How to Be a Heartbreaker» en su gira The Lonely Hearts Club Tour, el 29 de junio de 2012 durante el concierto en el HMV Institute en Birmingham. El 9 de julio, la interpretó junto a «Primadonna» en Jimmy Kimmel Live!. Posteriormente, el 22 de marzo de 2013, volvió a cantar ambas canciones en la final de la sexta temporada de la versión danesa de X Factor. También formó parte del repertorio de sus giras musicales The Neon Nature Tour (2015-16) y Love + Fear Tour (2019). Por otro lado, Lea Michele y Dean Geyer realizaron su versión de la canción bajo sus respectivos papeles de Rachel Berry y Brody Weston, para el episodio «Feud» de la serie de televisión estadounidense Glee. Más tarde, Fox Music la publicó como sencillo de la banda sonora de la cuarta temporada de la serie, The Complete Season Four. Sharon Clott Kanter de InStyle clasificó a la versión como un «tema destacado en el episodio».

## Lista de canciones
- Descarga digital

| Reino Unido e Irlanda: «How to Be a Heartbreaker» — EP |                                                |          |  |
| N.º                                                    | Título                                         | Duración |  |
| 1.                                                     | «How to Be a Heartbreaker»                     | 3:41     |  |
| 2.                                                     | «How to Be a Heartbreaker» (Kat Krazy Remix)   | 3:34     |  |
| 3.                                                     | «How to Be a Heartbreaker» (Almighty Remix)    | 5:37     |  |
| 4.                                                     | «How to Be a Heartbreaker» (Kitty Pryde Remix) | 3:00     |  |
| 5.                                                     | «How to Be a Heartbreaker» (Baunz Remix)       | 7:27     |  |

| Estados Unidos y Canadá: «How to Be a Heartbreaker Remixes» |                                                           |          |  |
| N.º                                                         | Título                                                    | Duración |  |
| 1.                                                          | «How to Be a Heartbreaker» (Dada Life Remix)              | 6:28     |  |
| 2.                                                          | «How to Be a Heartbreaker» (Dada Life Remix) (Radio Edit) | 3:16     |  |

## Posicionamiento en listas y certificaciones
| País (Lista 2012) | Mejor posición |
| ----------------- | -------------- |
| Irlanda           | 21             |
| País (Lista 2013) | Mejor posición |
| Dinamarca         | 18             |
| Escocia           | 73             |
| Finlandia         | 23             |
| Hungría           | 29             |
| Reino Unido       | 88             |

| País           | Organismo certificador | Certificaciones | Ventas certificadas        | Ref.   |
| -------------- | ---------------------- | --------------- | -------------------------- | ------ |
| Dinamarca      | IFPI                   | Platino         | 2 600 000 (solo streaming) | [ 41 ] |
| Estados Unidos | RIAA                   | Platino         | 1 000                      | [ 42 ] |